# Masahiro Shimoda
Masahiro Shimoda (født 10. februar 1967) er en tidligere japansk fodboldspiller og træner.
Han har spillet for flere forskellige klubber i sin karriere, herunder Fujita Industries og Kyoto Shiko.
Han har tidligere trænet YSCC Yokohama og Renofa Yamaguchi FC.